# IC 4653
IC 4653 је спирална галаксија у сазвјежђу Олтар која се налази на листи објеката дубоког неба у Индекс каталогу.
Деклинација објекта је - 60° 52' 45" а ректасцензија 17h 27m 7,0s. Привидна величина (магнитуда) објекта IC 4653 износи 12,3 а фотографска магнитуда 13,2. IC 4653 је још познат и под ознакама ESO 138-28, AM 1722-605, IRAS 17225-6050, PGC 60311.